# Ideonella sakaiensis
Ideonella sakaiensis és un bacteri capaç de trencar i metabolitzar el plàstic PET (un del més comuns). Taxonòmicament és un betaproteobacteri i pertany al gènere Ideonella i a la família Comamonadaceae, va ser aïllat a l'exterior d'una planta de reciclatge d'ampolles fetes de PET. És de suposar que el bacteri s'ha adaptat a degradar-lo durant aquest temps.